# Орсини, Латино Малабранка
Латино Малабранка Орсини (итал. Latino Malabranca Orsini, также известный как Latino Frangipani Malabranca, Latino Malebranca) — доминиканец, итальянский кардинал, декан Коллегии кардиналов c 1289 года. Сын римского сенатора Анджело Малабранка и Мабилии Орсини, сестры папы Николая III, племянник кардинала Джордано Орсини, двоюродный брат кардинала Маттео Орсини.

## Биография
Получил степень магистра теологии в Парижском Университете в 1263 году. Служил настоятелем церкви Санта-Сабина. Возглавлял инквизицию при папе Урбане IV. Консистория 12 марта 1278 года провозгласила его кардиналом-епископом Остии и Веллетри. В 1278 году был назначен папским легатом в Романье, а в 1279 — во Флоренции, затем в Болонье. Он заложил францисканскую церковь Санта-Мариа. Участвовал в конклавах 1280-1281 годов (Мартин IV), 1285 года (Гонорий IV), 1287-1288 годов (Николай IV) и 1292-1294 годов (Целестин V).